# 良郷大学城北駅
良郷大学城北駅（りょうきょうだいがくじょうきたえき）とは中華人民共和国北京市房山区に位置する北京地下鉄房山線の駅である。

## 駅構造

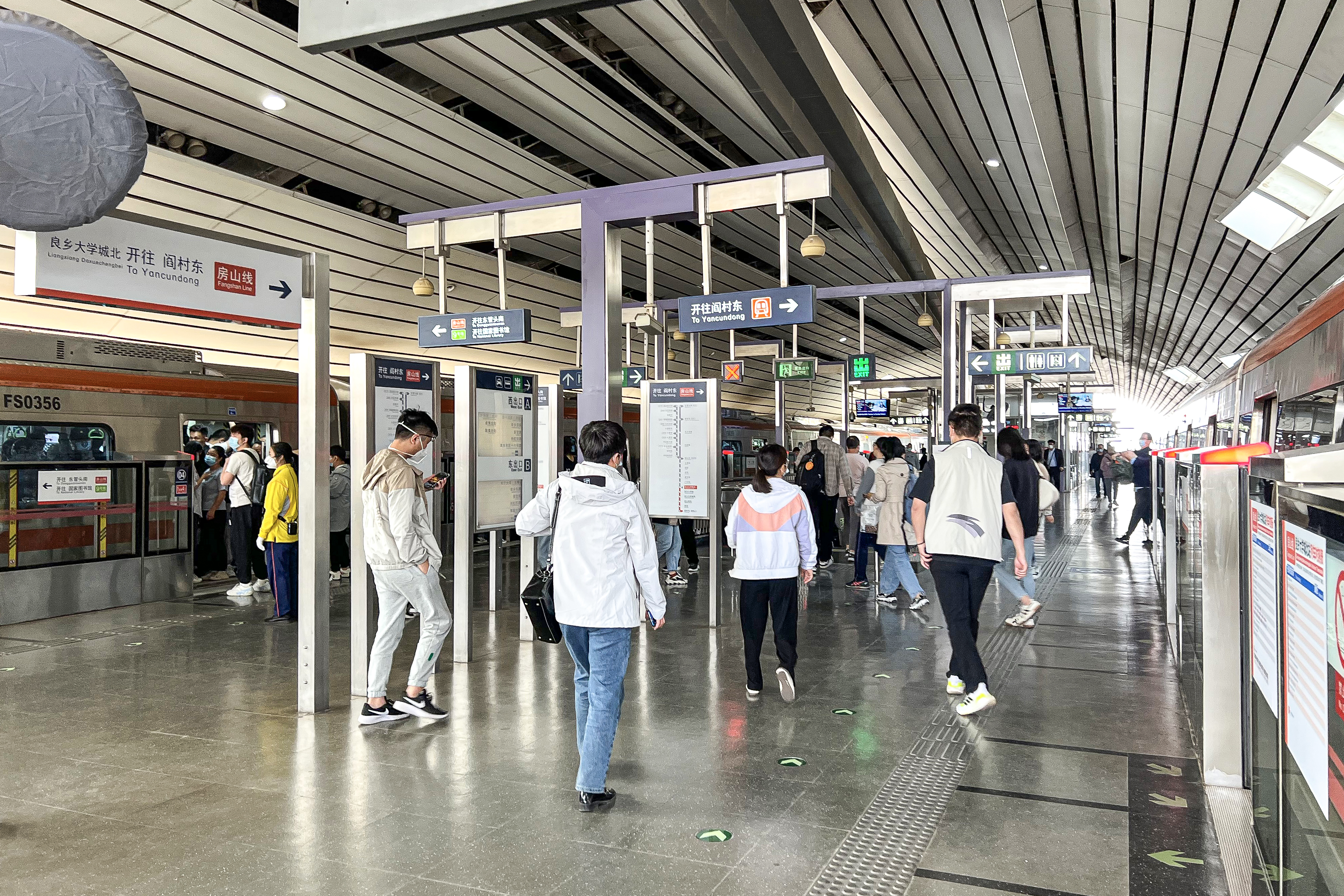
ホーム

- 島式ホーム1面2線を有する高架駅。

## 歴史
- 2010年12月30日 - 開業。

## 隣の駅
北京地下鉄
■房山線
広陽城駅 - 良郷大学城北駅 - 良郷大学城駅